# Emulatore hardware di floppy disk

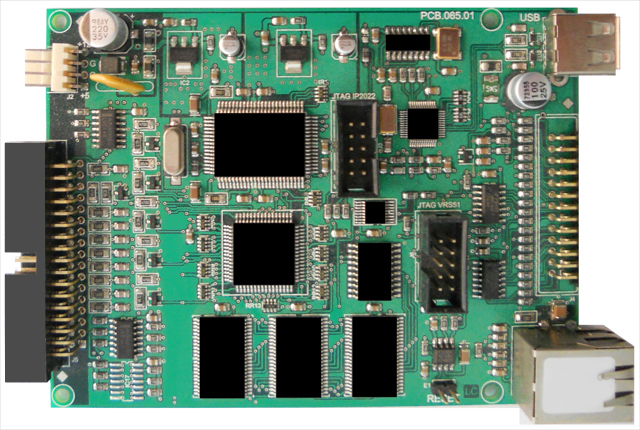
Un emulatore hardware di floppy disk per drive da 3½.

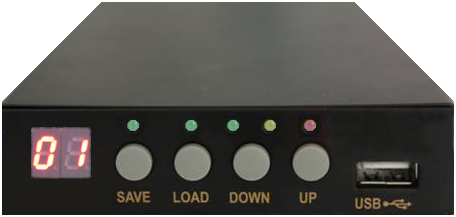
Il frontalino di un emulatore, con la porta USB di accesso ai dati.

Un emulatore hardware di floppy disk è un dispositivo che emula un drive floppy meccanico con un supporto di memoria SSD o di rete, retrocompatibile con il drive che sostituisce. Il processo di emulazione è simile a quello che permette di sostituire un Hard disk con una unità SSD.

## Storia
Molti vecchi modelli di computers, tastiere e macchinari per l'automazione industriale sono spesso dotati di drive floppy per il trasferimento dei dati. La sostituzione o l'upgrade delle vecchie apparecchiature può risultare difficile a causa dei costi, dell'impossibilità di fermare la produzione o per l'assenza degli upgrade.
I floppy disk e i drive floppy stanno gradualmente uscendo di produzione e la sostituzione dei drive difettosi, e dei sistemi che li utilizzano, diventa sempre più difficile. Anche i floppy disk sono delicati e possono richiedere di essere sostituiti spesso. Un'alternativa è l'utilizzo di un emulatore hardware di floppy disk, un dispositivo che appare come un normale drive floppy per la vecchia apparecchiatura, interfacciandosi direttamente con il controller floppy, e salva i dati in un supporto differente quale chiave USB, Secure Digital Card o una risorsa condivisa in rete.

## Processo di emulazione
Un tipico controller floppy scrive segnali codificati MFM / FM / GCR verso il drive e legge la stessa codifica quando accede in lettura. Durante la scrittura un componente PLL (hardware o software) decodifica il segnale e l'emulatore può salvare i dati nel formato logico utilizzato dal sistema. Un meccanismo simile ricodifica i dati al momento della lettura. I segnali disturbati vengono filtrati e corretti prima della conversione.
I controller non possono indirizzare direttamente le tracce dei floppy disk e utilizzano impulsi di "step-in" e "step-out". Questi impulsi vengono registrati dall'emulatore, insieme al numero di settore che sta virtualmente ruotando sotto la testina, e determinano la zona di memoria da accedere.
L'interfaccia di un drive floppy è di basso livello, strettamente legata ai meccanismi necessari a pilotare il motore e la testina. Gli emulatori devono quindi assicurare uguali tempi di risposta ai vari comandi.

## Accesso ai dati
L'emulatore può utilizzare diversi sistemi per accedere ai dati emulati:
- Accesso diretto ad una partizione dedicata (esempio: una partiziona da 1.44MB su una chiave USB)
- Traduzione del file system (esempio: FAT12 floppy ↔ sottodirectory di una chiave USB)
- Immagine disco ISO (esempio: file .iso su una chiave USB)

L'Accesso diretto e l'Immagine disco consentono di emulare anche i floppy disk fuori standard, che non possono essere semplicemente tradotti.
L'Immagine disco può essere anche abbinata all'uso di un drive virtuale per completare il trasferimento dei dati su un computer.